# SŽD-Baureihe ТУ4
Die Lokomotiven der Baureihe ТУ4 (deutsche Transkription TU4) der Sowjetischen Eisenbahnen (SŽD) sind schmalspurige Diesellokomotiven.

## Entwicklung
Als Nachfolger der von 1959 bis 1962 gebauten Baureihe ТУ2М/ТУ2МК für den Einsatz auf leichterem Oberbau wurde die Baureihe ТУ4 entwickelt. 1960 wurden zwei Prototypen unter der Baureihenbezeichnung ТУГМ4 gebaut. Bereits bei diesen war die Führerstandskabine ans Ende des Lokaufbaus gerückt. 1961 begann der Serienbau der Baureihe ТУ4 bei der Maschinenfabrik Kambarka (Камбарский машиностроительный завод).
Die ТУ4 ist als vierachsige Drehgestelldiesellokomotive mit hydromechanischer Kraftübertragung konstruiert. Aufgrund ihrer Achslast von nur 4,25 Tonnen ist sie besonders für den Einsatz auf Torfbahnen geeignet.
Bis 1972 wurden mehr als 3210 ТУ4 gebaut. Dabei kam es zu verschiedenen Modifikationen. Ab ТУ4-1300 wurde die Fensterteilung in der Seitenwand der Führerstandkabine der ab 1964 gebauten leistungsstärkeren Baureihe ТУ5 angepasst (zwei schmale Fenster statt eines breiten). Außerdem wurde die Position der Scheinwerfer verändert.
Aufgrund der – von wenigen Ausnahmen abgesehen – einheitlichen Spurweite von 750 mm für die Schmalspurbahnen der Sowjetunion wurden die ТУ4 fast ausschließlich für diese Spurweite gebaut. Lediglich einige wenige ТУ4 wurden für die Spurweite 1067 mm gebaut. Die ТУ4 wurde ab Werk nicht exportiert, später wurden jedoch für Einsätze auf Museumseisenbahnen die ТU4-2091 aus Litauen nach  Finnland sowie die ТU4-3147 aus Estland nach Schweden exportiert, letztere wurde dabei von 750 mm auf 600 mm Spurweite umgespurt und remotorisiert.

## Einsatz
Die Auslegung auf weniger belastbaren Oberbau bedingte den Einsatz vorrangig bei Torf-, Wald- und Industriebahnen. Nur wenige ТУ4 gelangten zu dem Verkehrsministerium (Ministerstwo putej soobschtschenija, MPS) unterstehenden Bahnen.
Als Nachfolger der ТУ4 stand ab 1972 die Baureihe ТУ6А zur Verfügung, die später auch einen Teil der ТУ4 aus ihren Einsatzgebieten verdrängte. Nur wenige ТУ4 gelangten bei Kindereisenbahnen zum Einsatz. Der Verbleib der meisten ТУ4 ist ungeklärt, als im Einsatz stehend waren 2007 nur noch etwa 60 Stück nachweisbar.

## Modifikationen
Aufgrund der dezentralen Wartung kam es teilweise zu Modifikation bei den Einsatzbahnen. Die ТУ4 der
Karinskaja Uskokolejnaja Schelesnaja Doroga in Karintorf erhielten automatische Kupplungen.

## Bilder

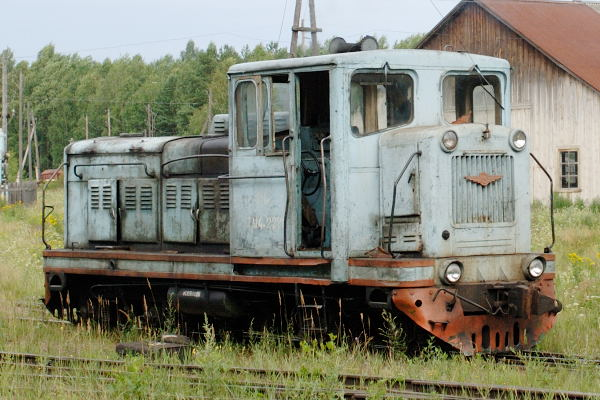
ТУ4-2221 der Karinskaja Uskokolejnaja Schelesnaja Doroga (2007)
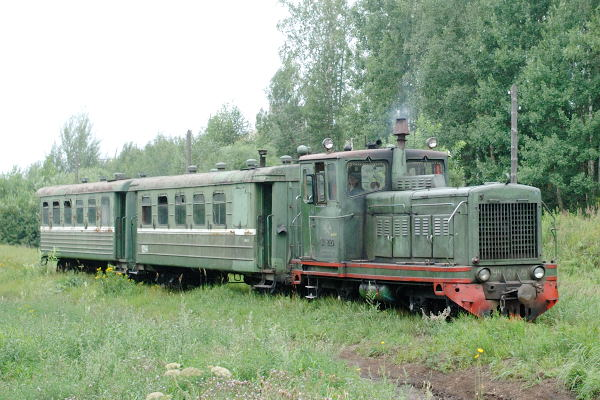
ТУ4-2129 mit Personenzug bei Mirny (Oblast Kirow, 2007)
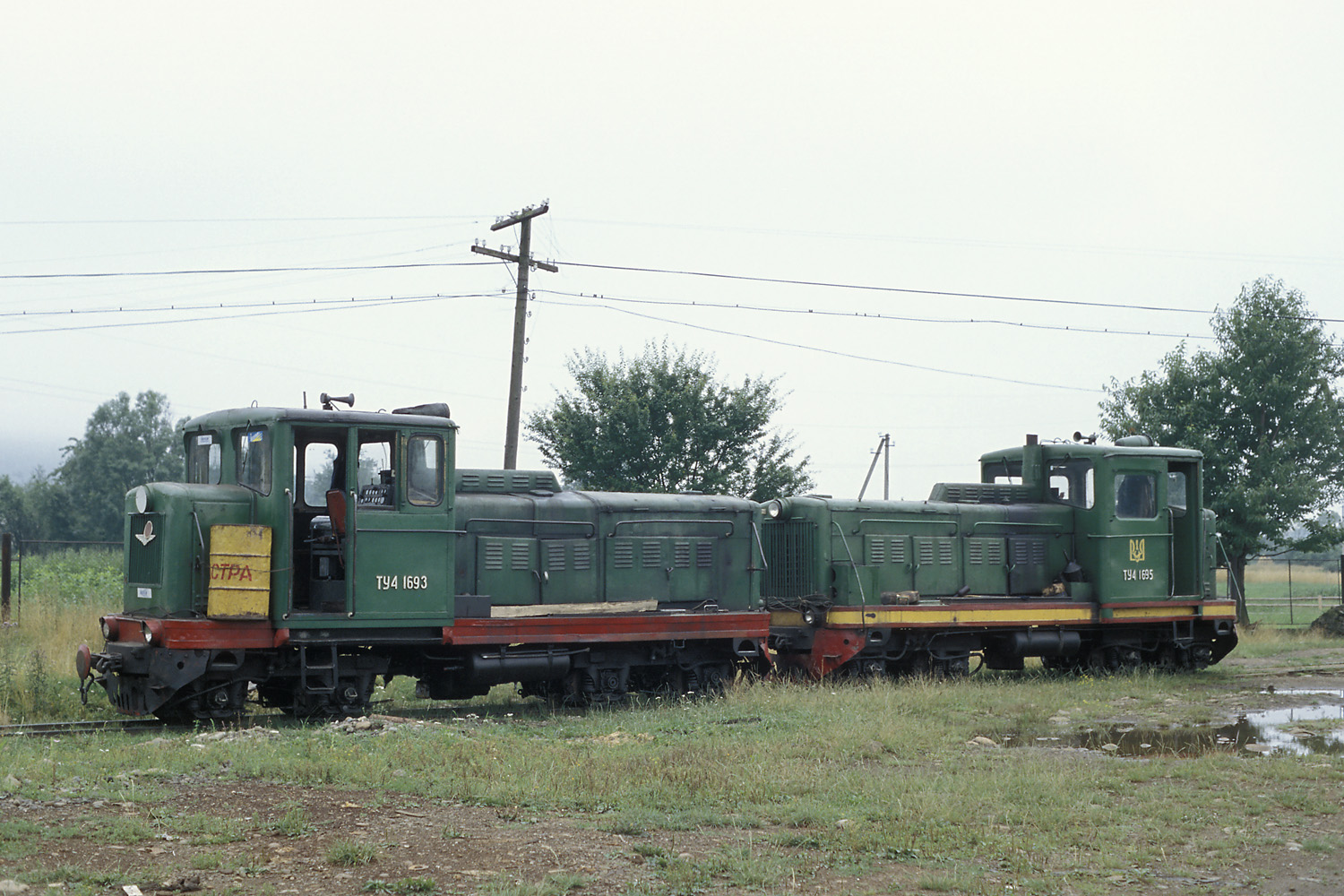
ТУ4-1693 + ТУ4-1695 bei der Waldbahn Wyhoda (Ukraine), 2004